# Aleksej Koltakov
Aleksej Alekseevič Koltakov (in russo Алексей Алексеевич Колтаков?; Azov, 14 novembre 2005) è un calciatore russo, centrocampista del Rostov.

## Carriera

### Club
Koltakov è cresciuto nel settore giovanile del Rostov, con cui ha debuttato il 1º marzo 2024 nell'incontro di Prem'er-Liga vinto 2-0 contro il Kryl'ja Sovetov Samara. Il 26 giugno 2024 ha firmato un contratto professionistico di durata quinquennale.

### Nazionale
Ha giocato nella nazionale russa Under-19.

## Statistiche

### Presenze e reti nei club
Statistiche aggiornate al 7 agosto 2024.
| Stagione        | Squadra         | Campionato      | Campionato | Campionato | Coppe nazionali | Coppe nazionali | Coppe nazionali | Coppe continentali | Coppe continentali | Coppe continentali | Altre coppe | Altre coppe | Altre coppe | Totale | Totale | Totale |
| Stagione        | Squadra         | Comp            | Pres       | Reti       | Comp            | Pres            | Reti            | Comp               | Pres               | Reti               | Comp        | Pres        | Reti        | Pres   | Reti   |        |
| --------------- | --------------- | --------------- | ---------- | ---------- | --------------- | --------------- | --------------- | ------------------ | ------------------ | ------------------ | ----------- | ----------- | ----------- | ------ | ------ | ------ |
| 2024-2025       | Rostov-2        | 4D              | 6          | 0          |                 | -               | -               |                    | -                  | -                  |             | -           | -           | 6      | 0      |        |
| 2023-2024       | Rostov          | PL              | 5          | 0          | CR              | 4               | 0               |                    | -                  | -                  |             | -           | -           | 9      | 0      |        |
| 2024-2025       | Rostov          | PL              | 0          | 0          | CR              | 0               | 0               |                    | -                  | -                  |             | -           | -           | 0      | 0      |        |
| Totale carriera | Totale carriera | Totale carriera | 11         | 0          |                 | 4               | 0               |                    | -                  | -                  |             | -           | -           | 15     | 0      |        |